# Iolaphilus cottrelli
Iolaphilus cottrelli är en fjärilsart som beskrevs av Henry Stempffer och Bennett 1958. Iolaphilus cottrelli ingår i släktet Iolaphilus och familjen juvelvingar. Inga underarter finns listade i Catalogue of Life.